# Маджа (село)
Маджа — село в Корткеросском районе республики Коми, административный центр  сельского поселения Маджа.

## География
Расположено на правом берегу Вычегды, менее чем 5 км по прямой на северо-запад от районного центра села Корткерос.

## История
Село возникло в 1586 году как починок Мачга. В 1719 году деревня названа «Маджская». В 1854 году построена деревянная церковь Сретенья Господня. 
В 1930 году в Мадже имелись фельдшерский пункт, школа, изба–читальня, пароходная стоянка, потребительское общество, крестьянский комитет общественной взаимопомощи, кредитное товарищество, участок милиции, сельсовет. 

## Население
Согласно Ревизской сказке 1720 года в деревне Мажской 8 дворов - 70 жителей (40 мужчин и 30 женщин).
Постоянное население  составляло 423 человека (коми 93%) в 2002 году, 331 в 2010 .